# Christine Stampe
Christine Marguérite Salome lensbaronesse Stampe (født Dalgas 20. april 1797 i Fredericia, død 5. maj 1868 på Nysø) var en dansk adelsdame og salonværtinde i guldalderperioden, gift med Henrik Stampe og mor til Henrik Stampe og Holger Stampe-Charisius.

## Bestyrer af baroniet
Hun var datter af præst Jean Marc Dalgas (1756-1811) og Maria Franciska Esther født Aldebert (ca. 1762-1813). 12. februar 1820 ægtede hun i Napoli Henrik Stampe (1794-1876), som ved sin faderens død i 1827 tiltrådte besiddelsen af baroniet Stampenborg. Hun og ægtemanden skænkede større pengesummer til fædrelandet i krigens tid.
Ægtefællen Henrik Stampe var i perioder psykisk uligevægtig og havde desuden en excentrisk adfærd. Han var passioneret motionist, nøgenbader og vegetar og i det hele taget aparte i sin opførsel, også uden for sine sygdomsperioder. På grund af denne naturfilosofiske indstilling er Stampe blevet kaldt rousseauist. I lange perioder var det derfor hustruen Christine, som med myndig hånd bestyrede godset.

## Salonværtinde og mæcen
Henrik og Christine Stampe var nogle af guldalderperiodens største mæcener, og hovedbygningen på Nysø blev prydet med en smuk samling af kunstværker. Til de faste besøgende, især om sommeren, hørte bl.a. H.C. Andersen, Carsten Hauch og hustruen Rinna. Også digteren Adam Oehlenschläger og kunsthistorikeren N.L. Høyen hørte til det livlige selskabsliv, som fandt sted enten på herregården Nysø eller i familiens skiftende domiciler i hovedstaden. Stampe-parret lærte N.F.S. Grundtvig at kende, da han en tid var prædikant i Præstø, og Christine Stampe søgte at gøre Grundtvig til åndelig vejleder for sin syge ægtefælle. I Henrik og Christine Stampes tid blev godset hædret ved et besøg af kong Christian 8. og dronning Caroline Amalie.
Et højdepunkt blev nået, da Bertel Thorvaldsen efter sin hjemkomst fra 1839 tog ophold på Nysø, hvor et atelier blev opført til hans brug. Christine Stampe havde opsøgt den celebre billedhugger på Charlottenborg, og Thorvaldsen så invitationen til Nysø som en kærkommen lejlighed til at undslippe det hektiske selskabsliv i København. Ligesom Thorvaldsen var Henrik og Christine Stampe hele livet nært knyttet til Italien, hvor de havde lært hinanden at kende hos hendes broder Christian Dalgas, der var handelsmand i Livorno. De fik dog ikke kun gode minder med hjem fra Syden, for på et ophold i Livorno i 1829-30 døde to af deres små sønner. I 1841 fulgtes de med Thorvaldsen på en rejse i Italien, der skulle blive billedhuggerens sidste gensyn med sit andet fædreland.

## Børn
1. Henrik lensbaron Stampe (1821-1892)
2. Holger Frederik lensbaron Stampe-Charisius (1822-1904)
3. Kirsten Marie Elisabeth "Elise" baronesse Stampe (1824), stiftsdame i Vallø Stift
4. Jean August Carl Louis Fritz Stampe (1826-1830)
5. Christian Emil Stampe (1828-1830)
6. Christian Herman Stampe (1831-), ejer af Aldershvile og kejserlig østrigsk dragonofficer 1854-64
7. Jeanina baronesse Stampe (1833-1861), stiftsdame i Vallø Stift